# Ewald Wiedenbauer
Ewald Wiedenbauer (* 25. Mai 1948 in Kamp) ist ein österreichischer Politiker der SPÖ. Er war Erster Vizebürgermeister der Landeshauptstadt Klagenfurt am Wörthersee, musste sein Amt jedoch nach Manipulationsvorwürfen bei seiner Wiederwahl als SPÖ-Stadtparteiobmann abgeben.

## Leben und Wirken
Nach dem Besuch der Hauptschule besuchte Wiedenbauer eine Berufsschule für Elektrotechnik und schloss mit der Gesellenprüfung ab. In weiterer Folge absolvierte er eine Ausbildung zum Medizinisch-technischen Assistenten und begann, im Landeskrankenhaus Klagenfurt zu arbeiten, in dessen Labor er in eine führende Position aufstieg.
Ewald Wiedenbauers politische Karriere begann bei der Sozialistische Jugend, wo er 1973 zum Kärntner Landesobmann gewäht wurde. Seit 1970 betätigte er sich im Betriebsrat des LKH Klagenfurt und wurde 1991 Bezirksratsvorsitzender des ÖGB Klagenfurt-Stadt. Seit 1992 bekleidete er den Posten eines Stadtrats in der Klagenfurter Stadtregierung. Nach dem Rückzug von Siegbert Metelko übernahm er das Amt des Vizebürgermeisters und galt als stärkster Konkurrent des regierenden Bürgermeisters Harald Scheucher (ÖVP). Bei den Bürgermeisterwahlen des Jahres 2003 war ein klarer Sieg Scheuchers im ersten Wahldurchgang erwartet worden, er erzielte jedoch nur 41,7 % der Stimmen. Wiedenbauer kam auf 33,3 %. Bei der zwei Wochen später stattfindenden Stichwahl setzte Scheucher sich mit 50,9 % knapp gegen Wiedenbauer durch, der daraufhin wieder das Amt des Vizebürgermeisters bekleidete.
Über viele Jahre hinweg war Wiedenbauer der starke Mann in der Klagenfurter SPÖ und galt als aussichtsreicher Kandidat für die Gemeinderats- und Bürgermeisterwahlen des Jahres 2009. Am 12. Mai 2007 stellte Wiedenbauer sich erneut der Wahl zum Stadtparteiobmann und wurde laut Auszählung mit 105 Ja-Stimmen, sieben Streichungen und einer Enthaltung gewählt. Unmittelbar nach der Wahl gaben jedoch zumindest 22 Stimmberechtigte eine notarielle Erklärung ab, wonach sie Wiedenbauer nicht gewählt hätten. Ein nach wochenlanger Verzögerung eingesetztes Schiedsgericht bestätigte die Manipulation, konnte aber keine Schuldigen explizit benennen. Wiedenbauer stellte sich nach langer Weigerung noch einmal der Wahl, erhielt nach dem schlechten Krisenmanagement aber nur mehr 61,74 % der Delegiertenstimmen. Die Landesparteivorsitzende Gaby Schaunig, logische Spitzenkandidatin für die Landtagswahl 2009, konnte sich mit ihrer Rücktrittsaufforderung an Wiedenbauer lange nicht durchsetzen und erlitt damit ihrerseits einen Imageschaden. Erst unmittelbar vor einem für 6. Oktober angesetzten Landesparteitag gab dieser dem Druck nach und legte seine Parteiämter zurück. Sein Amt als Vizebürgermeister behielt Wiedenbauer noch bis Jahresende, danach übernahm die bisherige Stadträtin und spätere Bürgermeisterin Maria-Luise Mathiaschitz, die von Anfang an Wortführerin der Kritik an der Wahl und den folgenden Umständen gewesen war.
Bei der Klagenfurter Gemeinderatswahl 2009 trat Wiedenbauer mit einer eigenen Liste namens EW'09 an, unter der er einige Unterstützer aus der SPÖ (am prominentesten davon die Landtagsabgeordnete Sieglinde Trannacher am zweiten Listenplatz) versammeln konnte. Aufgrund des Wahlergebnisses von nur 2,8 % der Stimmen erreichte die EW'09 jedoch nur einen Sitz im Gemeinderat.
Bei der Wahl 2015 trat Wiedenbauer nicht mehr an. Schon seit 2008 ist er geschäftsführender Präsident des Fußballvereins ASK Klagenfurt, seit 2013 Präsident der Kärntner Landesverbands der Volkshilfe Österreich.